# Championnat du Swaziland de football 2009-2010
Navigation
Édition précédente Édition suivante
La saison 2009-2010 du Championnat du Swaziland de football est la trente-quatrième édition de la Premier League, le championnat national de première division au Swaziland. Les douze équipes engagées sont regroupées au sein d'une poule unique où elles affrontent deux fois leurs adversaires, à domicile et à l'extérieur. 
C'est le club de Young Buffaloes FC qui remporte la compétition cette saison après avoir terminé en tête du classement final, avec un seul point d'avance sur le tenant du titre, Mbabane Swallows et six sur Malanti Chiefs FC. C'est le premier titre de champion du Swaziland de l'histoire du club.
La fin de saison est marquée par des discussions entre les première et deuxième divisions sur le système de promotion-relégation. À l'origine, le dernier de Premier League devait être relégué tandis que le 11e devait affronter le second de First Division en barrage. À la suite d'un appel du club d'Hellenic FC, club de D2 théoriquement engagé dans ce barrage, aucun club n'est relégué et les deux premiers de deuxième division sont promus.

## Participants
- Mbabane Highlanders
- Moneni Pirates - Promu de D2
- Manzini Wanderers
- Young Buffaloes FC
- Hub Sundowns - Promu de D2
- Mhlambanyatsi Rovers
- Eleven Men in Flight
- Mbabane Swallows
- Umbelebele/Jomo Cosmos
- Malanti Chiefs FC
- Green Mamba
- Royal Leopards FC

## Compétition

### Classement
Le classement est établi sur le barème de points suivant : victoire à 3 points, match nul à 1, défaite à 0.
| Rang | Équipe                 | Pts | J  | G  | N | P  | Bp | Bc | Diff |
| ---- | ---------------------- | --- | -- | -- | - | -- | -- | -- | ---- |
| 1    | Young Buffaloes FC     | 47  | 22 | 14 | 5 | 3  | 29 | 15 | +14  |
| 2    | Mbabane SwallowsT      | 46  | 22 | 14 | 4 | 4  | 33 | 17 | +16  |
| 3    | Malanti Chiefs FC      | 41  | 22 | 12 | 5 | 5  | 26 | 14 | +12  |
| 4    | Green Mamba            | 40  | 22 | 12 | 4 | 6  | 33 | 23 | +10  |
| 5    | Royal Leopards FC      | 37  | 22 | 11 | 4 | 7  | 35 | 27 | +8   |
| 6    | Manzini Wanderers      | 30  | 22 | 9  | 3 | 10 | 25 | 26 | -1   |
| 7    | Umbelebele/Jomo Cosmos | 29  | 22 | 9  | 2 | 11 | 27 | 30 | -3   |
| 8    | Mbabane HighlandersC   | 28  | 22 | 7  | 7 | 8  | 18 | 19 | -1   |
| 9    | Mhlambanyatsi Rovers   | 23  | 22 | 6  | 5 | 11 | 22 | 28 | -6   |
| 10   | Moneni PiratesP        | 21  | 22 | 5  | 6 | 11 | 15 | 26 | -11  |
| 11   | Hub SundownsP          | 15  | 22 | 4  | 3 | 15 | 16 | 34 | -18  |
| 12   | Eleven Men in Flight   | 13  | 22 | 3  | 4 | 15 | 16 | 36 | -20  |

|  | Qualification pour la Ligue des champions de la CAF 2011                                  |
|  | Qualification pour la Coupe de la confédération 2011                                      |
|  | T : Tenant du titre C : Vainqueur de la Coupe du Swaziland P : Promu de deuxième division |

## Bilan de la saison
| Championnat du Swaziland de football 2009-2010 |                                |
| Champion                                       | Young Buffaloes FC (1er titre) |
| Coupes et trophées                             |                                |
| Vainqueur de la Coupe du Swaziland 2009-2010   | Mbabane Highlanders            |
| Qualifications continentales                   |                                |
| Ligue des champions de la CAF 2011             | Young Buffaloes FC             |
| Coupe de la confédération 2011                 | Mbabane Highlanders            |
| Promotions et relégations                      |                                |
| Promus en Premier League                       | Manzini Sundowns               |
| Promus en Premier League                       | Hellenic FC                    |
| Relégués en First Division League              | Aucun                          |